# Gunzelin Schmid Noerr
Gunzelin Schmid Noerr (26 de julio de 1947 (77 años), Percha (Starnberg) es un filósofo alemán, y profesor de la Universidad de Münster, en Mönchengladbach. Es el hijo del filósofo Friedrich Alfred Schmid Noerr.

## Biografía
Estudió filosofía, sociología, ciencias políticas y psicología en Múnich y en Fráncfort del Meno. Después de graduarse en 1977, dirigió hasta 1996, el Archivo Max Horkheimer de la Ciudad y de la Universidad de Frankfurt. Entre 1991 y 1998 trabajó como profesor en la Universidad de Frankfurt. 
Desde 1998, fue profesor en la Universidad de Frankfurt a. M., ya desde 1992 tenía cátedras de representación en las universidades de Frankfurt a. M. y Dortmund y en la Escuela Técnica Superior de Darmstadt. Desde 2002, fue profesor de filosofía en la Universidad de Niederrhein, Mönchengladbach.
Es considerado un experto en Teoría crítica. Junto con Alfred Schmidt, en la Editorial S. Fischer Max Horkheimer han publicado Gesammelte schriften (19 v. 1985-1996).

## Otras publicaciones
- 2012. Ethik in Der Sozialen Arbeit. Grundwissen Soziale Arbeit. Publicó Kohlhammer, 210 p. ISBN 3170211382, ISBN 9783170211384